# Zentrierung (Entwicklungspsychologie)
Zentrierung ist ein von Jean Piaget geprägter lern- und entwicklungspsychologischer Begriff, der die Tendenz beschreibt, sich auf ein auffälliges Merkmal eines Objektes zu konzentrieren. Dabei können perzeptuell weniger auffällige Merkmale vernachlässigt werden. Laut Piaget ist die Zentrierung insbesondere bei Kindern im präoperationalen Stadium (vgl. Stadienmodell der kognitiven Entwicklung nach Piaget), also im Alter von zwei bis sieben Jahren, zu beobachten. Ein Beispiel für die Tendenz zur Zentrierung ist das Fehlen von Invarianzkonzepten bei Kindern in diesem Alter.

## Die Balkenwaage
Ein weiteres Beispiel stellt das von Piaget beschriebene Experiment mit einer speziellen Balkenwaage dar. Hierbei sind auf beiden Seiten einer Waage in verschiedenen Abständen Stäbe angebracht, auf die ringförmige Gewichte in unterschiedlicher Entfernung zum Drehpunkt der Waage aufgesteckt werden können. Die Waage wird im Folgenden so präpariert, dass auf der linken Seite mehr Gewichte angebracht sind als auf der rechten, sich die Gewichte der linken Seite allerdings näher am Drehpunkt der Waage befinden, sodass der rechte Arm der Waage nach unten absinkt. Die Waage wird den Kindern im ausbalancierten Zustand gezeigt, eine Arretierung hindert den rechten Arm am Absinken. Nun werden die Kinder gefragt, welche Seite absinkt, wenn die Arretierung gelöst wird. In dieser Versuchsanordnung würden die Kinder laut Piaget immer auf die Seite mit den meisten Gewichten (hier: linke Seite) zeigen, ihre Aufmerksamkeit also auf das perzeptuell auffälligere Merkmal der Gewichte zentrieren und dabei den Abstand der Gewichte zum Drehpunkt ignorieren.